# Phyllonorycter triplacomis
Phyllonorycter triplacomis är en fjärilsart som först beskrevs av Edward Meyrick 1936.  Phyllonorycter triplacomis ingår i släktet guldmalar, och familjen styltmalar.
Artens utbredningsområde är Taiwan. Inga underarter finns listade i Catalogue of Life.